# Aleja Franciszka Mamuszki
Aleja Franciszka Mamuszki (česky Alej Františka Mamuszki) je pobřežní promenáda/esplanáda podél Gdaňského zálivu Baltského moře, která se nachází ve čtvrtích Dolny Sopot a Kamienny Potok města Sopoty v Pomořském vojvodství v Polsku.

## Další informace
Aleja Franciszka Mamuszki je historická promenáda Sopot, která je povětšinou lemovaná parkovými stromy. Táhne se severo-severozápadním směrem z navazující promenády Aleja Wojska Polskiego, mola v Sopotech a náměstí Skwer Kuracyjny ve čtvrti Dolny Sopot, podél pobřeží přes Park Północny s pomníkem Pomnik Marynarzy a dalšími pomníky a sochami, přes potok Potok Kamienny, až do čtvrti Kamienny Potok, kde končí nedaleko od potoka Swelinia. Z Aleje Franciszka Mamuszky vede velký počet značených odboček na místní blízké písčité pláže. Poblíž aleje se nachází několik restaurací, galerie, divadlo a populární zaniklé Mini molo. Alejí vede také turistická stezka a cyklostezky.
Alej nese jméno podle významného polského vlastivědce, znalce Pomoří, učitele, kurátora a čestného občana Sopot, kterým byl Franciszek Mamuszka (1905 až 1995).

## Galerie

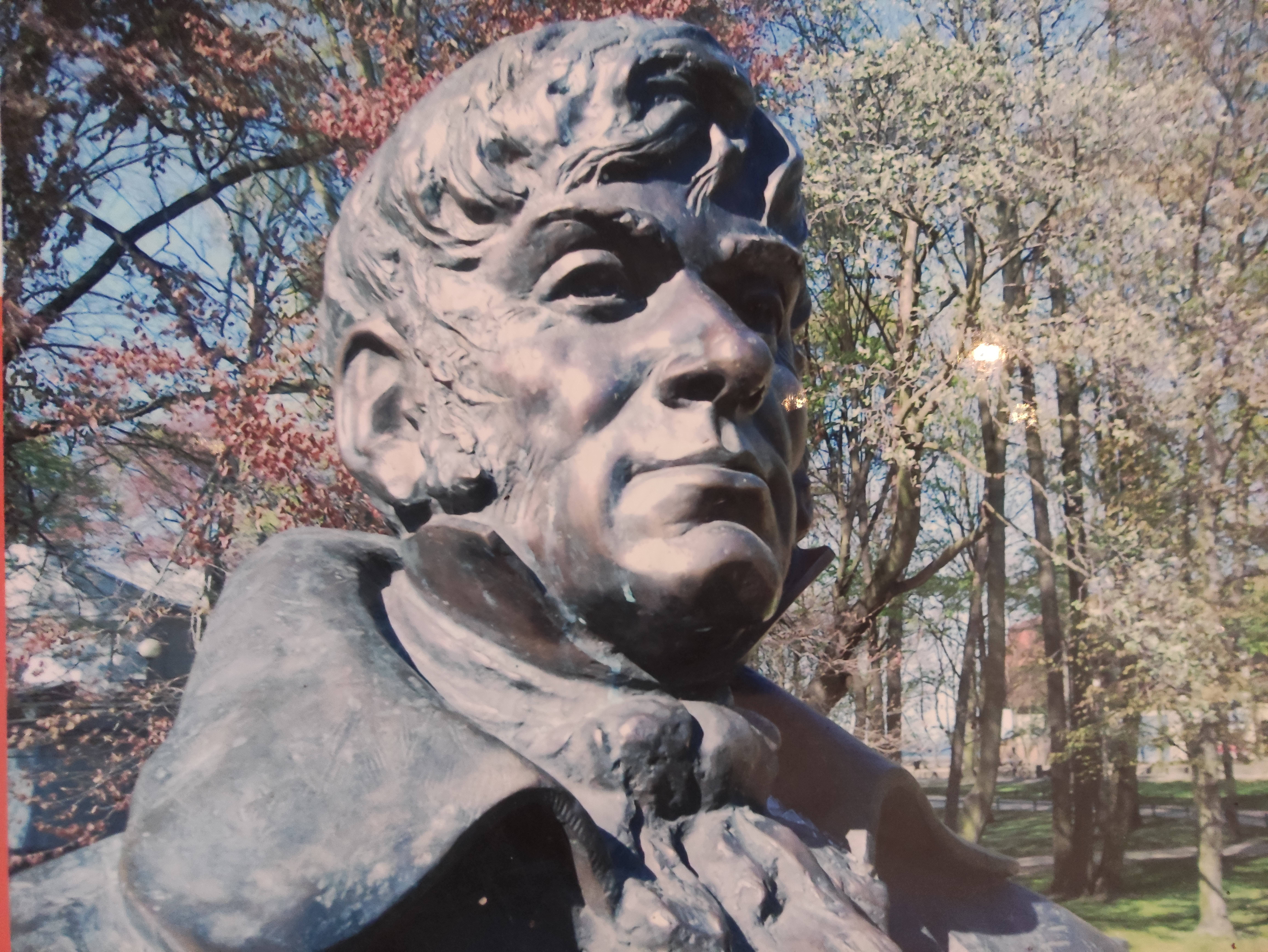
Jean Georg Haffner
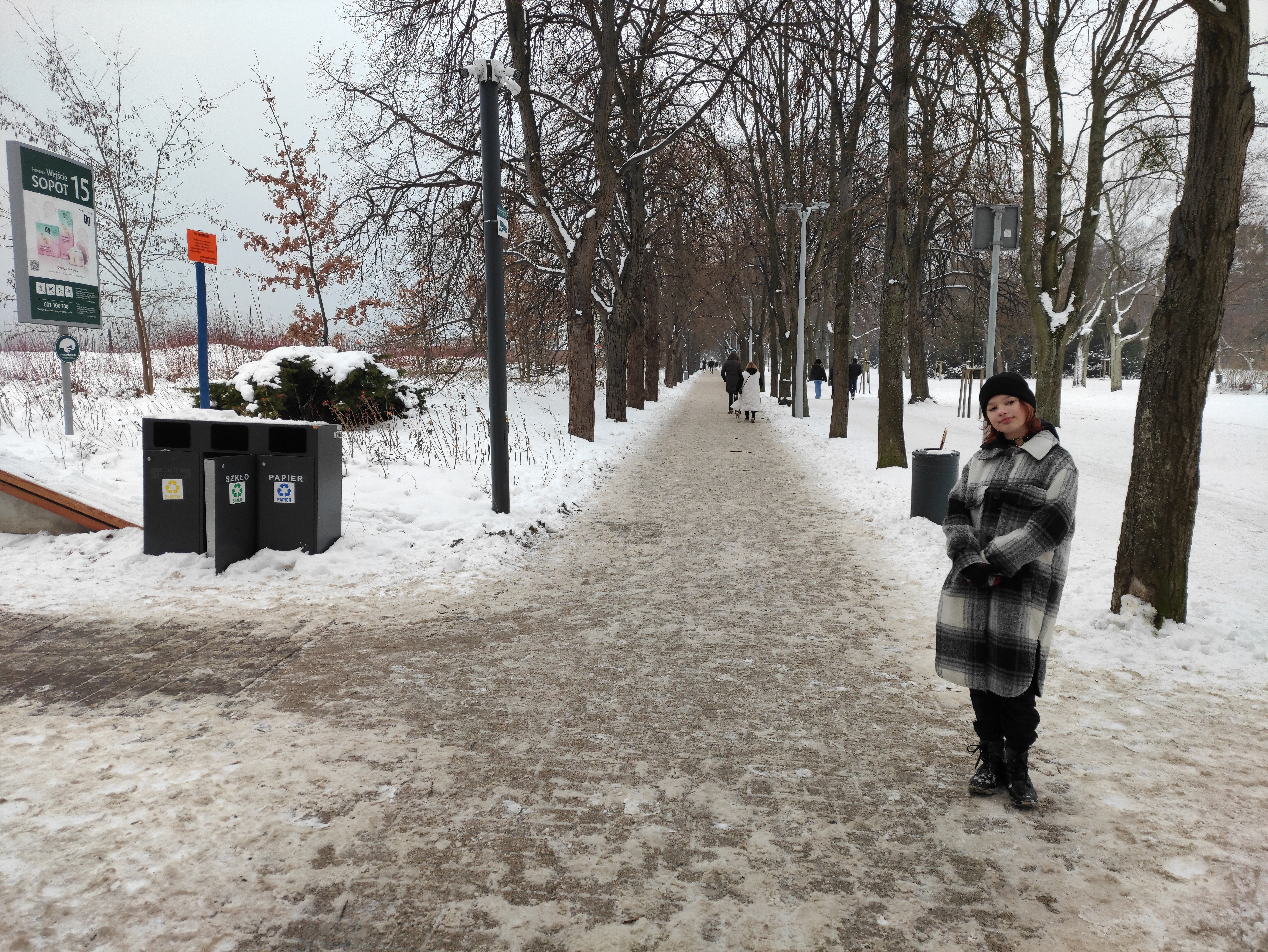
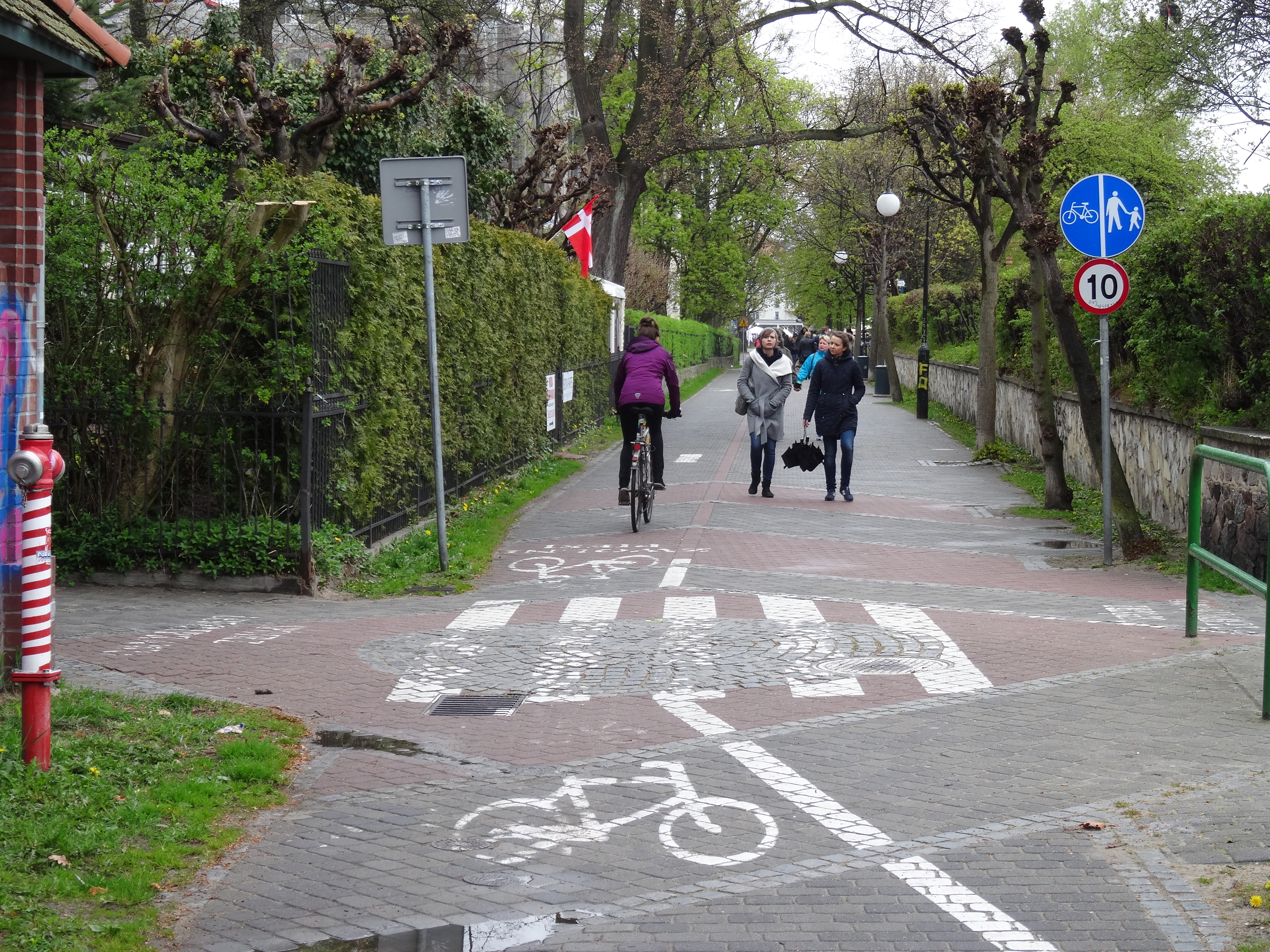
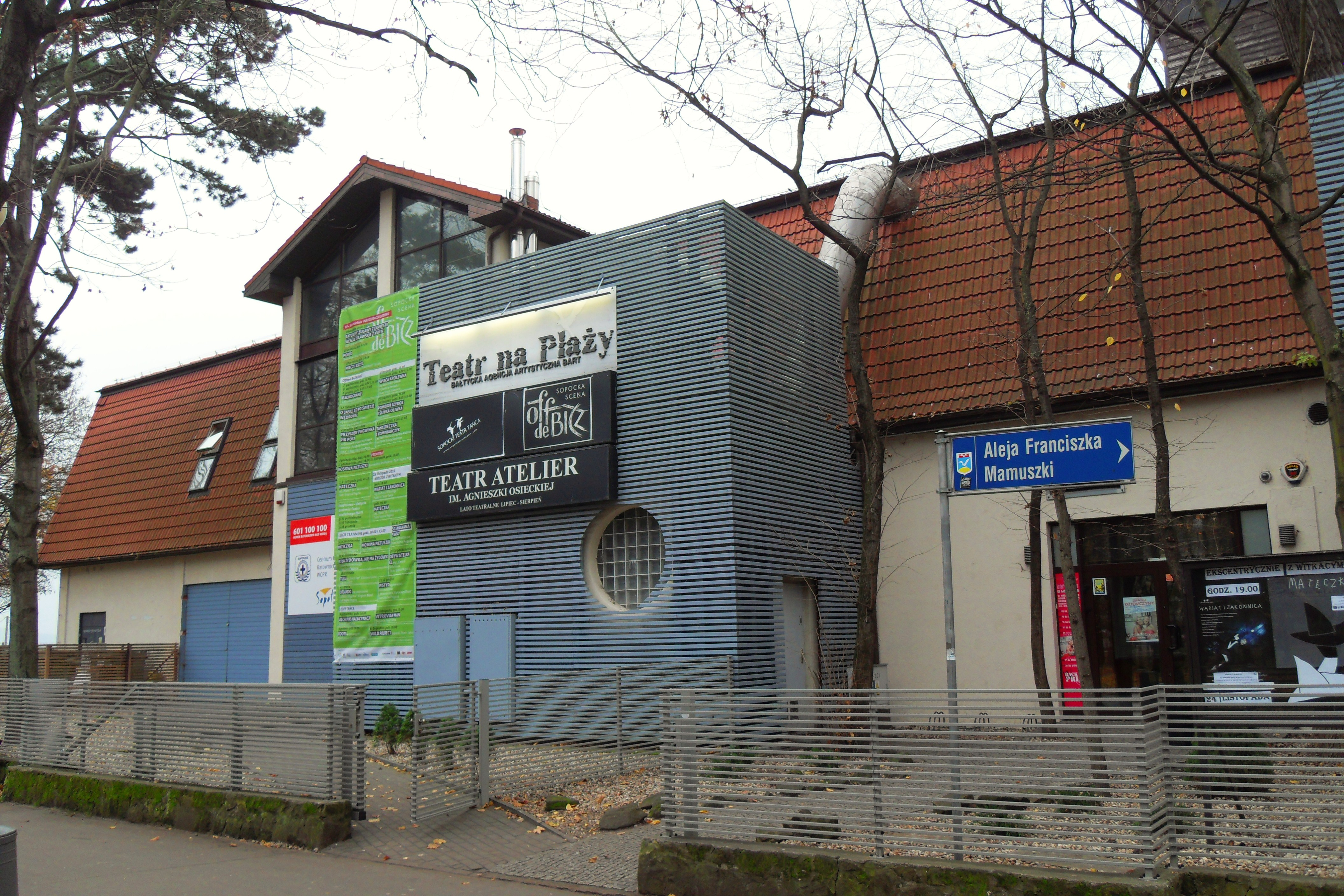